# 桑布勒赛
桑布勒赛（法語：Sembleçay，法語發音：[sɑ̃bləsɛ]）是法国安德尔省的一个市镇，位于该省北部，属于伊苏丹区。

## 地理
桑布勒赛（47°13'19"N, 1°40'56"E）面积8.08 平方千米，位于法国中央-卢瓦尔河谷大区安德尔省，该省份为法国中部省份，北起卢瓦-谢尔省，西北接安德尔-卢瓦尔省，西南接维埃纳省，南至克勒兹省和上维埃纳省，东临谢尔省。
与桑布勒赛接壤的市镇（或旧市镇、城区）包括：沙布里、丹勒普瓦利耶、巴泽勒地区圣克里斯托夫、瓦勒富宗。

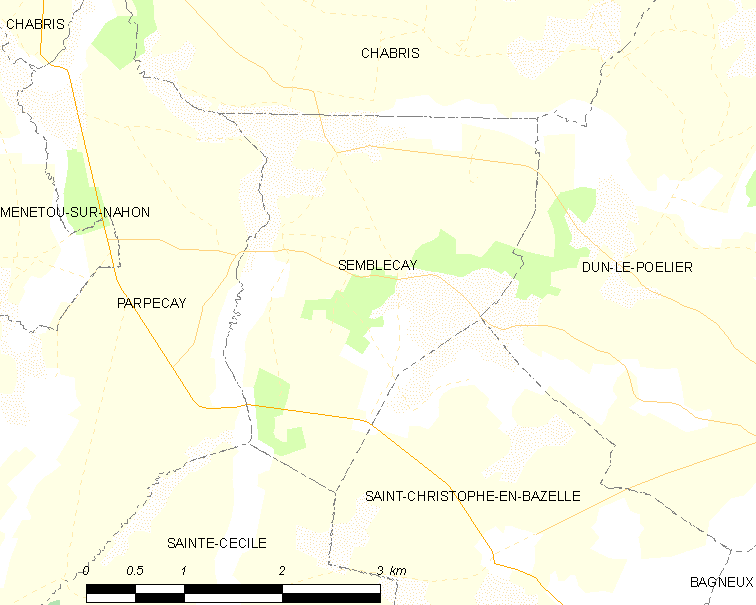
桑布勒赛的OSM定位图

桑布勒赛的时区为UTC+01:00、UTC+02:00（夏令时）。

## 行政
桑布勒赛的邮政编码为36210，INSEE市镇编码为36217。

## 政治
桑布勒赛所属的省级选区为瓦朗赛县。

## 人口

1962-2008年间桑布勒赛人口变化图示

桑布勒赛于2022年1月1日时的人口数量为101人。